# Heinrich Jaroslaw Clam-Martinic

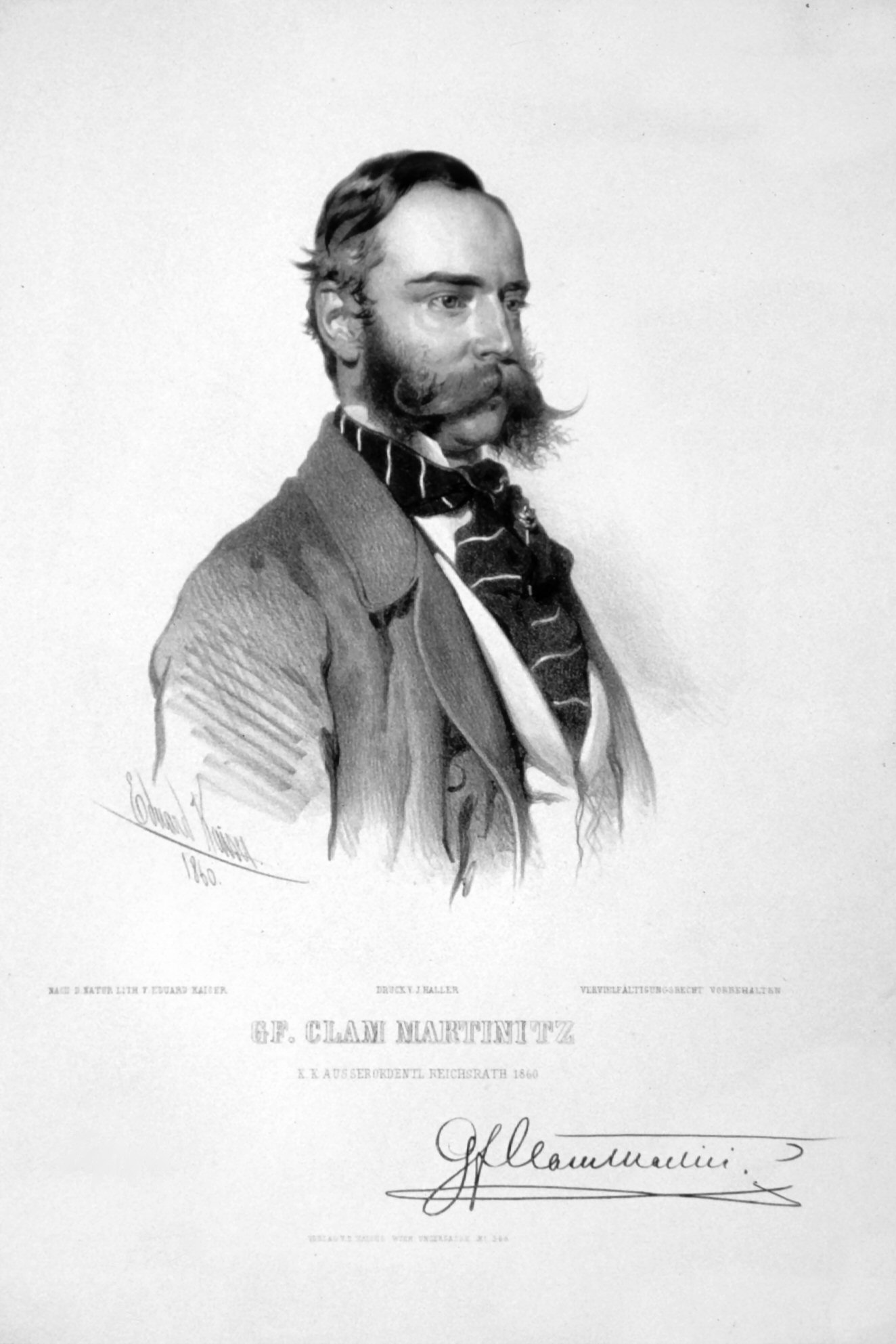
Jindřich Jaroslav Clam-Martinic, Lithographie von Eduard Kaiser, 1860

Heinrich Jaroslaw Johann Nepomuk Maria Karl Borromäus Richard Aloys Vitus, Graf von und zu Clam-Martinic, tschechisch: Jindřich Jaroslav hrabě Clam-Martinic, (* 15. Juni 1826 in St. Georgen, Komitat Pressburg; † 5. Juni 1887 in Prag) war ein böhmisch-nationaler Politiker in der Habsburgermonarchie.

## Leben
Er war ein Sohn des österreichischen Generals Karl Josef Nepomuk Graf Clam-Martinic (1792–1840). Nach einem Jurastudium begann er als leitender Angestellter der staatlichen Verwaltung in Mělník, war Ministerialrat in Budapest, unter anderem auch Statthalter in Krakau und 1859 Landespräsident von West-Galizien. Seit 1860 widmete er sich nur noch der Politik und wurde Führer des tschechischen Hochadels. Er sah die Lösung des Nationalitätenproblems der Monarchie nur in der „Erhaltung der politisch-historischen Individualitäten“ der Kronländer.
1861 hatte er als Präsident des Böhmischen Museums in Prag ein Treffen mit František Ladislav Rieger, in dem er eine Zusammenarbeit zwischen den bürgerlichen Liberalen und der böhmischen Aristokratie vereinbarte.
Clam-Martinic „ging es nicht so sehr um die Anerkennung der Nation als vielmehr um die des Adels“.
Er versuchte, böhmische Rechte innerhalb der österreichischen Monarchie durchzusetzen bzw. Kompromisse zu schließen. Nach 1879 wurde er zum stellvertretenden Vorsitzenden der böhmischen Abgeordneten im Reichsrat gewählt.
Sein Neffe Heinrich Clam-Martinic wurde ebenfalls Politiker und war österreichischer Ministerpräsident.